# 미네요시카와촌
미네요시카와촌(峰吉川村)은 아키타현 센보쿠군에 설치되었던 촌이다. 현재의 다이센시에 해당한다.